# My Fair Laddy
«My Fair Laddy» (рус. Мой прекрасный Вилли) — двенадцатая серия семнадцатого сезона мультсериала «Симпсоны».

## Сюжет
Учительница физкультуры мисс Памелхорст берёт отпуск и вернётся осенью. На смену ей приходит сумасшедший тренер Крапт, который постоянно «вышибает» детей мячом. Барту надоели издевательства учителя, и он переходит к решительным действиям. Вечером, наполнив мяч водой, Барт замораживает его в холодильнике. На уроке физкультуры, когда Крапт снова начинает издеваться над учениками, Барт пытается «вышибить» тренера ледяным мячом, но промахивается и разрушает лачугу Вилли. Вилли оказывается на улице под дождем. Мардж становится жалко Вилли, и она решает приютить его у себя дома.
Дома Лиза пытается намекнуть, что у Вилли жизнь отброса общества, пытается поднять самооценку Вилли. Она убеждает Барта, что сможет перевоплотить Вилли в настоящего джентльмена, и выиграет с этим конкурс школьных проектов. Поначалу Лиза терпит неудачу, но не оставляет своих усилий. В последний день перед конкурсом происходит чудо: Вилли преображается, приобретает светские манеры. На научную выставку Вилли приходит под именем Дж. К. Виллингтон, никем не узнанный, и очаровывает публику. Ещё больше все удивляются, узнав, что это и есть проект Лизы.
Уроки Вилли закончены, его место школьного садовника уже занято. Лиза решает устроить Вилли на новую работу — официанта в ресторан «Золотой Трюфель», где требуется утончённость и этикет на высшем уровне, где он всегда будет встречаться с людьми высшего слоя общества, но Вилли обнаруживает, что на новом месте он лишился истинного смысла своего существования.
Тем временем Гомер рвёт свои последние синие брюки. Выясняется, что купить новые просто негде. Фабрика по изготовлению синих брюк прекратила производство из-за ужасной рекламы на Суперкубке, которая резко сократила продажи. Гомер берется пробудить общественный интерес к синим брюкам. Гомер делает на затылке светящуюся надпись: «Покупайте синие брюки!» и повсюду пытается навязать рекламу синих штанов.
Всё возвращается на круги своя, Гомер получает свои синие брюки, теперь все их носят, но теперь он — рекламная площадка для других фирм. А что касается Вилли, то после драки с Клоуном Красти он становится тем же, кем и был, возвращается в свою лачугу и довольствуется своей старой работой.

## Культурные отсылки
Серия является пародией на мюзикл «Моя прекрасная леди» (My Fair Lady) на основе пьесы Бернарда Шоу «Пигмалион» В названии серии — игра слов: laddy на американском уличном жаргоне значит «приятель», «братан», «земеля».

## Рецензии
В AOL серию поставили на 25 место в списке «лучших эпизодов „Симпсонов“». В IGN серию назвали лучшей в сезоне отметив интересную пародию на «Мою прекрасную леди».